# Гураль Анатолій Леонтійович
Анато́лій Лео́нтійович Гура́ль (19 лютого 1937 р., Ворошиловград, УРСР — 7 травня 2013 р., Київ, Україна) — український науковець-епідеміолог, доктор медичних наук (1987 р.), професор (2000 р.), Заслужений діяч науки і техніки України (2002 р.).

## Життєпис
У 1961 році закінчив Київський медичний інститут, працював лікарем-епідеміологом у Баранівській районній лікарні Житомирської області. У 1964 році вступив до аспірантури при Інституті епідеміології та інфекційних хвороб імені Л. В. Громашевського НАМН України і з того часу його трудова діяльність проходила у стінах цього закладу, де він пройшов шлях від аспіранта до завідувача лабораторією епідеміології парентеральних вірусних гепатитів та ВІЛ-інфекції. 
У 1969 році захистив кандидатську, у 1987 році — докторську дисертацію, у 2000 році йому було присуджене вчене звання професора, а у 2002 р. — почесне звання Заслуженого діяча науки і техніки України.
Брат науковиці-біохіміка, доктора медичних наук, професора Любові Громашевської (1922—2009).
Помер 7 травня 2013 року.

## Науковий доробок
Наукові дослідження Анатолія Леонтійовича щодо вивчення закономірностей та тенденцій розвитку епідемічного процесу вірусних гепатитів, особливостей парентерального механізму передачі вірусів гепатиту В і С в сучасних умовах стали істотним внеском у розвиток вчення про епідеміологію цих інфекцій. Успішні дослідження шляхів і факторів передачі збудників, структури епідемічного процесу гепатитів В і С і багатофакторності його розвитку дозволили визначити ряд теоретичних положень про епідеміологічну значимість прихованого компоненту епідемічного процесу в їх поширенні, у формуванні хронічних уражень печінки, дослідити вплив соціальних і економічних чинників на механізм передачі вірусів гепатитів В і С, на якісні та кількісні параметри епідемічного процесу. 
Під керівництвом Анатолія Леонтійовича вивчені епідеміологічні особливості внутрішньолікарняних гепатитів В і С, основні фактори, які сприяють поширенню цих інфекцій серед персоналу та пацієнтів лікувальних закладів різного профілю; епідеміологічні паралелі між гепатитами В, С і ВІЛ-інфекцією; науково обґрунтована система і структура епідеміологічного нагляду за парентеральними вірусними гепатитами в Україні.
Окремими напрямками наукової роботи Анатолія Леонтійовича були:
- вивчення епідеміологічних особливостей поширення орнітозу в Україні,
- визнання ролі хламідіозів ссавців у патології людини;
- розробка наукових основ і принципів медичної оцінки вірусних інсектицидів, що застосовуються в народному господарстві.

А. Л. Гураль успішно поєднував теоретичні розробки з їх практичним втіленням. Він був одним із засновників та науковим консультантом першого вітчизняного підприємства з виробництва препаратів для діагностики найбільш значимих для країни інфекційних хвороб — Державне підприємство «Науково-технічний центр імунобіотехнології» НТК «Інститут монокристалів»
.
За життя А. Л. Гуралем опубліковано понад 360 наукових праць, пріоритетність науково-практичних розробок була підтверджена 35 патентами на тест-системи для діагностики ВІЛ-інфекції, гепатитів В і С, сифілісу та ряду інших. Під керівництвом Анатолія Леонтійовича виконано 10 кандидатських дисертацій, він був науковим консультантом при виконанні 2 докторських дисертацій. 
А. Л. Гураль був членом спеціалізованої ради з присудження наукових ступенів із спеціальностей «епідеміологія», «інфекційні хвороби», «паразитологія», Координаційних рад із питань забезпечення виконання наукової частини «Загальнодержавної програми забезпечення профілактики ВІЛ-інфекції, допомоги і лікування ВІЛ-інфікованих і хворих на СНІД», редакційної колегії журналів «Лабораторна діагностика» і «Профілактична медицина», редакційної ради журналів «Інфекційні хвороби» та «Гепатологія». А. Л. Гураль був нагороджений ювілейною медаллю Л. В. Громашевського, знаком «Відмінник охорони здоров'я», почесною відзнакою Федерації вчених України.

## Основні наукові роботи
- Изучение хламидиозов животных. // Ветеринария, 1975. № 2. — С. 52-54.
- Методические рекомендации по выявлению и профилактике орнитоза в УССР. М-во здравоохранения УССР. — Киев: [б. и.], 1976. — 25 с.
- Существующие и возможные проблемы безопасности применения энтомопатогенных вирусов для защиты растений. // Молекулярная биология. Киев, «Наукова думка», 1979. вып.22. — С.7-19.
- Оценка безопасности для человека и окружающей среды вирусов, используемых для борьбы с вредными насекомыми. //Гигиена и санитария. 1989. — № 1. — С.43-48.
- Опыт испытаний конкурентного определения HBsAg // Клин.лаб.диагностика — 1992 — N 11-12. — С.19-21.
- Сероэпидемиологическое обследование медицинских работников на маркеры гепатита В // Микробиол. журнал. — 1994. -N 5 (56). — С.12-13.
- Определение HBsAg методом конкурентного иммуноферментного анализа //Клин. лаб. диагностика — 1994. — N 6. — С. 40-41.
- Инфицированность вирусами гепатитов В и С в отделении гемодиализа //Гепатит В, С и Д — проблемы изучения, диагностики, лечения и профилактики": Тез. докладов научно-практической конф. — М, 1995. — С.152.
- Гепатит как проблема внутрибольничных инфекций //Медицина Украины. 1996. — N1. — С.18-20.
- Специфическая диагностика вирусных гепатитов // Журн.практ. врача. — 1996. — N 2. — С.11-14.
- Вирусные гепатиты // Основы инфекционного контроля Практ. руковод. American International Health Alliance. — 1997. — C.IX-10 — ІХ-17.
- Специфическая иммунодиагностика в системе эпидемиологического надзора за гепатитом В // Лаб. диагностика. — 1998. — N 1. — C. 35-38.
- Вопросы эпидемиологии и профилактики гепатита В в Украине // Сучасні інфекції. — 2000. — N 2. — С. 117—123.
- Задачи и возможности лабораторного тестирования при вирусных гепатитах // Лаб. диагностика. — 2000. — N 2. — С. 36-39.
- Эпидемиологические параллели между гепатитами В, С и ВИЧ-инфекцией // Вирусные гепатиты с парентеральным механизмом передачи возбудителей и их исходы. — К.: «ДІА», 2001. — С. 25-28.
- Эпидемиологические особенности распространения гепатита С среди различных групп населения // Експериментальна і клінічна медицина. — 2001. -N 2. — С. 74-77.
- Гепатит С: епідеміологія, діагностика, клініка, лікування // Методичні рекомендації, К., 2003 — 31 с.
- Епідеміологічна характеристика гепатиту В в Україні і шляхи підвищення ефективності його профілактики // Інфекційні хвороби — 2003. — N 2. — С. 35-43.
- Епідеміологічна характеристика гепатиту В в Україні // Збірник матеріалів з актуальних питань діагностики вірусних інфекцій та їх імунопрофілактики. — 2003. — К., 2003. — С. 33-34.
- Серологічна діагностика гепатиту С // Практичний посібник. К., 2004. — 51 с.
- Серологічна діагностика гепатиту В // Практичний посібник. К., 2004. — 35 с.
- Гепатит С: епідеміологія, діагностика, клініка, лікування (методичні рекомендації) // Нова медицина. — 2004. — № 6. — С. 19-25
- Вирусные гепатиты В и С в практике работы кардио-хирургических стационаров // Щорічник наукових праць Асоціації серцево-судинних хірургів України, Київ, 2003. — С.197-200.
- Эпидемиологические особенности распространения гепатита В в Украине // Тезисы докладов Российской научно-практической конференции с международным участием «Вирусный гепатит В — диагностика, лечение и профилактика (к 40-летию открытия HBsAg)». — М. — 2004. — С. 41-42.
- Оптимизация методов обеспечения вирусной безопасности в службе крови // Лаб. диагностика. — 2004. — N 3. — С.3-9.
- Епідеміологія гепатиту С в Україні: сучасний стан і проблеми // Мат. науково-практичної конференції «Вчення Л. В. Громашевського в сучасних умовах боротьби з інфекційними хворобами». — Київ, 2006. — С. 50-58.
- Выявление маркеров инфицирования вирусами гепатитов В и С у беременных и их эпидемиологическое значение // Лаб. диагностика. — 2006. — N 1. — С.13-21.
- Оцінка епідеміологічної ефективності вакцинації проти гепатиту В новонароджених в Україні // Мат. науково-практичної конференції «Вакцинопрофілактика керованих інфекцій та їх безпека». — Київ, 2006. — С. 49-51.
- Вакцинопрофилактика гепатита В в Украине: проблемы и перспективы // Укр.мед. часопис. — 2006. — N 3. — С. 14-22.
- Вірусні інсектициди (безпека для здоров'я людини та довкілля). — К., 2009. — 450 с.
- Эпидемиология парентеральных вирусных гепатитов в Украине. — К., 2010